# کشون کامیونیتی (تگزاس)
کشون کامیونیتی، تگزاس(به انگلیسی: Cashion Community, Texas) شهری در ایالت تگزاس از ایالات جنوبی ایالات متحده آمریکا است.